# 941
Cette page concerne l'année 941  du calendrier julien. Pour l'année 941 av. J.-C., voir 941 av. J.-C.
Pour les articles homonymes, voir 941 (homonymie).
L'année 941 est une année commune qui commence un vendredi.

## Événements
- Disparition de Muhammad al-Mahdi, dernier imâm pour les chiites duodécimains. Début de la « Grande occultation  »[1].

### Europe
- 27 mars : Herbert II de Vermandois et Hugues le Grand convoquent un synode à Soissons. L'archevêque de Reims Artaud est déposé en faveur d'Hugues de Reims[2].
- 18 avril : Pâques. Henri de Bavière, chassé par les Lorrains, est impliqué dans une tentative d'assassinat contre son frère Otton Ier qui doit avoir lieu le jour de Pâques. Le complot est découvert, Otton fait enfermer son frère à Ingelheim et décapiter ses complices. Le comte Otton de Verdun est investi du duché de Lotharingie[3].
- 27 avril : charte d'affranchissement de l'évêque de Cambrai Fulbert[4]. Dernière mention de serfs en France du nord.
- Printemps - été : Louis d'Outre-Mer, revenu de Bourgogne à Laon, confère le comté à Roger. Herbert et Hugues assiègent à nouveau la ville ; Louis recrute une armée en Perthois, mais est battu en Porcien par ses vassaux félons ; Artaud de Reims se réconcilie avec Herbert et reconnait Hugues comme archevêque de Reims en échange de la jouissance de quelques abbayes[2].

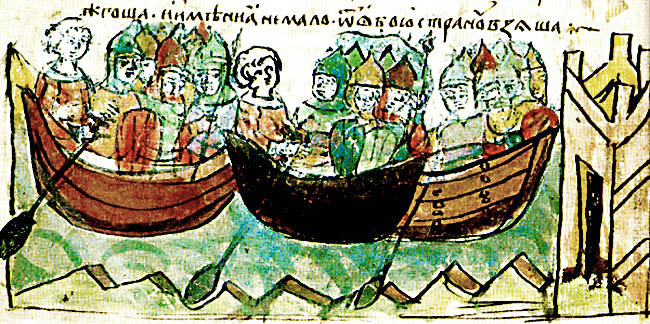
Juin : Guerre entre Rus' et Byzantins. Chronique des Radziwiłł.

- 11 juin, Guerre entre Rus' et Byzantins : la flotte russe d'Igor, prince de Kiev, est détruite par le feu grégeois sous les murailles de Constantinople ; elle aborde sur la côte de Bithynie et ravage la région entre Héraclée et Nicomédie. Bardas Phocas l'Ancien parvient à contenir les Russes jusqu'à l'arrivée de l'armée de Jean Kourkouas qui achève leur défaite[5].
- Août : le comte d’Anjou Foulque le Roux est encore en activité. Il meurt peu après et son fils Foulque le Bon lui succède (fin en 960)[6].
- 8 novembre : Louis d'Outre-Mer est à Tournus. Il se rend à Vienne où il est reçu favorablement par le comte Charles-Constantin ; il y reçoit des seigneurs Aquitains[2].
- 20 novembre : Agrigente est soumise après de durs combats par le gouverneur fatimide de Sicile Khalil[7].
- 13 décembre : Otton Ier est à Salzbourg, puis se rend à Francfort pour les fêtes de Noël. Herbert II de Vermandois lui rend visite[2].
- 25 décembre : réconciliation entre Otton et son frère Henri, à Francfort-sur-le-Main[8].

- Grandes famines un peu partout en Europe avec de nombreuses victimes (941-942)[9].
- Une armée hongroise tente d'envahir les Balkans mais parvient pas à passer le Danube[10].